# Hydrophis parviceps
Hydrophis parviceps je had z rodu vodnářů (Hydrophis), kteří patří mezi korálovcovité hady. Tento druh nemá české jméno, anglický obecný název (Smith's small-headed sea snake) i latinské druhové jméno (parviceps) ale poukazují na hadovu malou hlavu, což odpovídá skutečnosti: jedná se o mořského hada s poměrně malou hlavou vůči tělu. Tito plazi obývají oblast v blízkosti ústí řeky Mekong a jedná se o vietnamské endemity.